# Harvest Scene Pictograph
Pour les articles homonymes, voir Harvest.
L'Harvest Scene Pictograph est un pictogramme ancien dans le comté de Wayne, dans l'Utah, aux États-Unis. Protégé au sein du parc national des Canyonlands, elle est inscrite au Registre national des lieux historiques depuis le 1er avril 1975.